# عملیات تایدریس
عملیات تایدریس (انگلیسی: Operation Tiderace) اسم رمز طرح بریتانیا، پس از تسلیم ژاپن در سال ۱۹۴۵، برای بازپس‌گیری سنگاپور بود. نیروی آزاد سازی زیر نظر لوئیس مونتباتن، فرمانده عالی متفقین در جنوب شرق آسیا رهبری می‌شد. تایدریس هماهنگ با عملیات زیپ، که مرتبط با آزادسازی مالایا بود، شروع شد. 